# ラス・バラード
ラス・バラード (Russ Ballard、1945年10月31日 - ) は、イギリス出身のミュージシャン、ソングライター。1970年代前半に、元ゾンビーズのロッド・アージェントが結成した「アージェント」のメンバーとして活動。アージェント脱退後は、ソロ・アーティストに転向。レインボーのヒット曲「アイ・サレンダー」や「シンス・ユー・ビーン・ゴーン」、キッスの「ゴッド・ゲイヴ・ロックンロール・トゥ・ユーII」などのソングライターとして知られる。

## 経歴
1945年10月31日、イギリス・ロンドンから20キロ北に位置するハートフォードシャー州のウォルサム・クロスに生まれる。バラードの父はダンスバンドのリーダーでドラムを担当、母はダンサーで、兄はキーボードを演奏する音楽好きな家庭環境で育つ。両親はバラードに8歳から12歳までピアノのレッスンを習わせていた。
12歳のとき、投石が右目に当たり、3年間で10回の手術も甲斐なく失明する。その後、両親からエレクトリック・ギターとアンプを購入してもらったバラードは、友人たちと「リック・ニコル & ザ・レベルズ」というバンドを結成する。さまざまな地元のコンテストに出るようになり、あるコンテストでボブ・ヘンリットというドラマーと知り合う。バラードとヘンリットは、デイヴィッド・"バスター"・メイクルというボーカリストに出会い、1961年に「バスター・メイクル & ザ・デイブレーカーズ」を結成する。この頃からバラードは自作の曲を書きはじめる。
1962年、ヘンリットが当時イギリスの人気ロック歌手だったアダム・フェイスのバック・バンド「ルーレッツ」に加入するためデイブレーカーズを脱退する。その数か月後、バラードもギタリスト兼ピアニストとしてルーレッツに加入する。デイブレーカーズ解散後、メイクルは4人組のフォーク・グループ「ユニット4」を結成しており、バラードとヘンリットはアダム・フェイス & ザ・ルーレッツでの活動の傍ら、ユニット4のレコーディングに参加する。バラードとヘンリットが参加して「ユニット4＋2」名義でリリースされた「コンクリート・アンド・クレイ」は1965年に全英1位・全米28位を記録している。
アダム・フェイス & ザ・ルーレッツは「The First Time」(1963年、全英5位)、「We Are in Love」(1963年、全英11位) などのヒット曲を出していたが、アダム・フェイスが俳優活動を重点に置くようになると、ルーレッツは他のシンガーのバックを務めるようになる。1967年にルーレッツが解散すると、バラードはヘンリットとともにユニット4のツアーへの参加や、セッション・ミュージシャン兼ソングライターとしての活動を始める。
1969年、元ゾンビーズのロッド・アージェントから、彼の従兄弟であるジム・ロッドフォードと計画していた新しいグループへの参加を要請され、バラードはギタリスト兼ボーカリストとして、ヘンリットとともに「アージェント」に加入する。アージェントは「ホールド・ユア・ヘッド・アップ」(1972年、全英5位・全米5位)、「トラジディ (悲劇)」(1972年、全英34位)、「ゴッド・ゲイヴ・ロックンロール・トゥ・ユー」(1973年、全英18位) といったシングル・ヒットを放っている。このうち、「トラジディ (悲劇)」と「ゴッド・ゲイヴ・ロックンロール・トゥ・ユー」はバラードの作品である。また、アージェントのデビュー・シングルとなったバラード作の「ライアー」はスリー・ドッグ・ナイトがカヴァーし、1971年に全米7位を記録している。「ゴッド・ゲイヴ・ロックンロール・トゥ・ユー」は、キッスが「ゴッド・ゲイヴ・ロックンロール・トゥ・ユーII」として歌詞を変えて制作したものが映画『ビルとテッドの地獄旅行』のサントラに使用され、1991年にシングル・リリースされている。
アージェントでは5枚のスタジオ・アルバム制作に参加する。バンドの音楽性がジャズ寄りになり過ぎていると感じたバラードは、1974年にアージェントを脱退する。同年、CBSレコード (エピック・レコード) とソロ契約を結び、ファースト・アルバム『ラス・バラード』をリリース。以降、ソロ・アーティストとして活動している。
バラードの楽曲は多くのアーティストに取りあげられている。代表的なものとして、「シンス・ユー・ビーン・ゴーン」(レインボー)、「アイ・サレンダー」(レインボー)、「ニューヨーク・グルーヴ」(ハロー、エース・フレーリー)、「風のマジック」(アメリカ)、「ウィニング」(サンタナ) などがある。他にも、ABBA解散後のフリーダとアグネタの各ソロ作、ザ・フーのロジャー・ダルトリー、ポインター・シスターズなどにも楽曲を提供している。また音楽プロデューサーとして、レオ・セイヤー (アダム・フェイスがマネージメントを担当していた) やロジャー・ダルトリーの作品のプロデュースを行っている。

## 他アーティストに提供・カバーされた主な楽曲
| 曲                                                                           | アーティスト                                | 収録アルバム                                                  | 備考                                                                                      |
| ---------------------------------------------------------------------------- | ------------------------------------------- | ------------------------------------------------------------- | ----------------------------------------------------------------------------------------- |
| 「カッコー鳥」 Are You Cuckoo?                                               | ベイ・シティ・ローラーズ                    | 『青春に捧げるメロディー (Dedication)』(1976年)               |                                                                                           |
| 「キャント・シェイク・ルース」 Can't Shake Loose                             | アグネタ・フォルツコグ                      | 『ラップ・ユア・アームズ (Wrap Your Arms Around Me)』(1983年) | 全米29位                                                                                  |
| 「キャント・ウィ・トーク・イット・オーバー」 Can't We Talk It Over           | レスリー・マッコーエン                      | 『栄光の凱旋 (Heart Control)』(1982年)                        |                                                                                           |
| 「ドリーム・オン」 Dream On                                                  | キング・コブラ                              | 『街角のスリル (Thrill of a Lifetime)』(1986年)               |                                                                                           |
| 「フリー・ミー」 Free Me                                                     | ロジャー・ダルトリー                        | 『マックヴィカー』(1980年)                                    |                                                                                           |
| 「ゴッド・ゲイヴ・ロックンロール・トゥ・ユー」 God Gave Rock and Roll to You | ペトラ                                      | 『Come and Join Us』(1977年)                                  |                                                                                           |
| 「ゴッド・ゲイヴ・ロックンロール・トゥ・ユー」 God Gave Rock and Roll to You | キッス                                      | 『リヴェンジ』(1992年)                                        | 「ゴッド・ゲイヴ・ロックンロール・トゥ・ユーII」として改作 1991年にシングルとしてリリース |
| 「恋の痛手」 Heartbreaker                                                    | オリビア・ニュートン＝ジョン                | 『レット・ミー・ビー・ゼア』(1973年)                          |                                                                                           |
| 「フォー・ラヴ」 I Did It for Love                                           | ナイト・レンジャー                          | 『マン・イン・モーション』(1988年)                            | 全米75位                                                                                  |
| 「アイ・ドント・ビリーヴ・イン・ミラクルズ」 I Don't Believe in Miracles     | コリン・ブランストーン                      | 『エニスモア』(1972年)                                        | 全英31位                                                                                  |
| 「予感」 I Know There's Something Going On                                   | フリーダ (アンニ＝フリッド・リングスタッド) | 『サムシングズ・ゴーイン・オン』(1982年)                      | 全米13位                                                                                  |
| 「アイ・サレンダー」 I Surrender                                             | ヘッド・イースト                            | 『U.S. 1』(1980年)                                            |                                                                                           |
| 「アイ・サレンダー」 I Surrender                                             | レインボー                                  | 『アイ・サレンダー (Difficult to Cure)』(1980年)              | 全英3位                                                                                   |
| 「アイ・サレンダー」 I Surrender                                             | ストラトヴァリウス                          | 『インターミッション』(2001年)                                |                                                                                           |
| 「アイ・サレンダー」 I Surrender                                             | アット・ヴァンス                            | 『オンリー・ヒューマン』(2002年)                              |                                                                                           |
| 「アイ・サレンダー」 I Surrender                                             | コンチェルト・ムーン                        | 『アフター・ザ・ダブル・クロス』(2004年)                      |                                                                                           |
| 「夢去りぬ」 Just a Dream Away                                               | ロジャー・ダルトリー                        | 『マックヴィカー』(1980年)                                    |                                                                                           |
| 「レット・ミー・ロック・ユー」 Let Me Rock You                               | ピーター・クリス                            | 『レット・ミー・ロック・ユー』(1982年)                        |                                                                                           |
| 「ライアー」 Liar                                                            | スリー・ドッグ・ナイト                      | 『ナチュラリー』(1970年)                                      | 全米7位                                                                                   |
| 「ライアー」 Liar                                                            | グラハム・ボネット                          | 『孤独のナイト・ゲームス (Line-Up)』(1981年)                  |                                                                                           |
| 「ニューヨーク・グルーヴ」 New York Groove                                   | ハロー                                      | 『ハロー・エブリバディ (Keeps Us Off the Streets)』(1976年)   | 全英9位                                                                                   |
| 「ニューヨーク・グルーヴ」 New York Groove                                   | エース・フレーリー                          | 『エース・フレーリー』(1978年)                                | 全米13位                                                                                  |
| 「ニューヨーク・グルーヴ」 New York Groove                                   | スウィート                                  | 『New York Connection』(2012年)                               |                                                                                           |
| 「オン・ザ・リバウンド」 On the Rebound                                      | ユーライア・ヒープ                          | 『魔界再来 (Abominog)』(1982年)                               |                                                                                           |
| 「レベル・セイ・ア・プレイヤー」 Rebel Say a Player                          | バッド・イングリッシュ                      | 『バックラッシュ』(1991年)                                    | ジョン・ウェイト、ジョナサン・ケインとの共作                                              |
| 「ライディング・ウィズ・ジ・エンジェルズ」 Riding with the Angels            | サムソン                                    | 『ショック・タクティクス』(1981年)                            | 旧邦題「地獄の天使」 アルバムの旧邦題は『魔界戦士』                                       |
| 「シンス・ユー・ビーン・ゴーン」 Since You Been Gone                         | ヘッド・イースト                            | 『Head East』(1978年)                                         |                                                                                           |
| 「シンス・ユー・ビーン・ゴーン」 Since You Been Gone                         | レインボー                                  | 『ダウン・トゥ・アース』(1979年)                              | 全英6位                                                                                   |
| 「シンス・ユー・ビーン・ゴーン」 Since You Been Gone                         | アルカトラス                                | 『ライヴ・センテンス』(1984年)                                | 曲名表記は「Since You've Been Gone」                                                      |
| 「シンス・ユー・ビーン・ゴーン」 Since You Been Gone                         | インペリテリ                                | 『スタンド・イン・ライン』(1988年)                            | 曲名表記は「Since You've Been Gone」                                                      |
| 「シンス・ユー・ビーン・ゴーン」 Since You Been Gone                         | ザ・ブライアン・メイ・バンド                | 『ライヴ・アット・ザ・ブリクストン・アカデミー』(1994年)      | 曲名表記は「Since You've Been Gone」                                                      |
| 「シンス・ユー・ビーン・ゴーン」 Since You Been Gone                         | Hi-STANDARD                                 | 『グローイング・アップ』(1995年)                              |                                                                                           |
| 「ふたりのめぐり逢い」 Someday We'll Be Together                             | ポインター・シスターズ                      | 『ブラック・アンド・ホワイト』(1981年)                        |                                                                                           |
| 「シーズ・ハリケーン」 Some Kinda' Hurricane                                 | ピーター・クリス                            | 『レット・ミー・ロック・ユー』(1982年)                        |                                                                                           |
| 「S.O.S.」 S.O.S.                                                            | グラハム・ボネット                          | 『孤独のナイト・ゲームス (Line-Up)』(1981年)                  |                                                                                           |
| 「ソー・ディス・イズ・エデン」 So This is Eden                               | バッド・イングリッシュ                      | 『バックラッシュ』(1991年)                                    | ジョン・ウェイト、ジョナサン・ケインとの共作                                              |
| 「愛の時は過ぎて」 So You Win Again                                          | ホット・チョコレート                        | 『Every 1's a Winner』(1978年)                                | 全英1位、全米31位                                                                         |
| 「ウィニング」 Winning                                                       | ノナ・ヘンドリックス                        | 『Nona Hendryx』(1977年)                                      |                                                                                           |
| 「ウィニング」 Winning                                                       | サンタナ                                    | 『ジーバップ!』(1981年)                                       | 全米17位                                                                                  |
| 「風のマジック」 You Can Do Magic                                            | アメリカ                                    | 『風のマジック (View from the Ground)』(1982年)               | 全米8位                                                                                   |

## ディスコグラフィ

### スタジオ・アルバム
- 『ラス・バラード』- Russ Ballard (1974年)
- 『ウィニング』- Winning (1976年)
- 『サード・ストローク』- At the Third Stroke (1978年)
- 『バーネット・ドッグズ』- Barnet Dogs (1980年)
- 『イントゥ・ザ・ファイア』- Into the Fire (1981年)
- 『ヴォイセズ』- Russ Ballard (1984年)
- 『ファイヤー・スティル・バーンズ』- The Fire Still Burns (1985年)
- The Seer (1993年)
- Book of Love (2006年)
- It's Good to Be Here (2015年)

### ルーレッツ
- 『ステーキ・アンド・チップス』- Stakes And Chips (1965年)[8]

### アージェント
- 『アージェント』- Argent (1970年)
- 『リング・オブ・ハンズ』- Ring of Hands (1971年)
- 『オール・トゥゲザー・ナウ』- All Together Now (1972年)
- 『イン・ディープ』- In Deep (1973年)
- 『連鎖』- Nexus (1974年)
- 『ライブ』- Encore: Live in Concert (1974年)

## 日本公演
- 2014年
5月5日・6日　東京 初台The DOORS